# Peter Mahovlich
Peter Joseph Mahovlich (Timmins, 10 ottobre 1946) è un allenatore di hockey su ghiaccio, ex hockeista su ghiaccio e dirigente sportivo canadese.
Era noto con il soprannome di "Little M.", mentre suo fratello Frank era chiamato "Big M.". Nel corso della propria carriera giocò per tre formazioni della National Hockey League, in particolare con i Montreal Canadiens, squadra nella quale militò insieme al fratello maggiore. Con la maglia dei Canadiens vinse 4 Stanley Cup.

## Carriera

### Giocatore
Pete Mahovlich fu scelto in seconda posizione assoluta dai Detroit Red Wings in occasione dell'NHL Amateur Draft 1963. Nelle tre stagioni successive giocò a livello giovanile nella Ontario Hockey Association con gli Hamilton Red Wings.
Diventato professionista militò nella National Hockey League giocando con i Detroit Red Wings, i Montreal Canadiens e Pittsburgh Penguins. Negli anni fu impiegato anche nelle minor: in AHL giocò per i Pittsburgh Hornets, i Montreal Voyageurs e gli Adirondack Red Wings, nella Central Hockey League con i Fort Worth Wings mentre al termine della carriera giocò per un breve periodo in IHL con i Toledo Goaldiggers.
Dopo poche gare con i Red Wings nel giugno del 1969 fu coinvolto in uno scambio con i Canadiens in cambio di Garry Monahan e Doug Piper. Nel corso degli anni 1970 Mahovlich contribuì a successi dei Canadiens, conquistando per quattro volte il trofeo della Stanley Cup (1971, 1973, 1976 e 1977). Nel corso della prima stagione trascorsa per intero con Montreal egli fu autore di 35 reti in stagione regolare, seguite da altre 10 marcature nei playoff conclusi con la conquista del titolo. Dal punto di vista realizzativo la sua miglior stagione fu quella 1974-75, nella quale fu capace di ottenere 117 punti grazie anche all'aiuto dei compagni in attacco Guy Lafleur, Jacques Lemaire, Yvan Cournoyer, Steve Shutt e Bob Gainey. Anche l'anno successivo superò quota 100 punti, terminando la stagione regolare con 105 punti.
Nel 1977 Mahovlich fu ceduto insieme a Peter Lee ai Pittsburgh Penguins in cambio di Pierre Larouche. Dopo due stagioni fece ritorno a Detroit. Nella stagione 1980-1981 vinse la Calder Cup con il farm team degli Adirondack Red Wings.
In sedici stagioni di NHL fu autore di 318 reti e 527 assist in 972 partite disputate. A livello internazionale esordì con la maglia del Canada nella Summit Series, segnando una rete inferiorità numerica durante Gara-2. Quattro anni più tardi prese parte alla prima edizione della Canada Cup.

### Dopo il ritiro
Dopo il ritiro dall'attività agonistica iniziò ad allenare nelle leghe minori. Fu capo allenatore dei Toledo Goaldiggers, dei Denver Rangers, dei Fort Worth Fire e degli Cape Breton Oilers, squadra della AHL.
Dal 1995 al 1997 Mahovlich diventò uno scout per gli Edmonton Oilers, mentre fino al 1999 ricoprì lo stesso incarico per i Tampa Bay Lightning. Dal 1999 al 2010 lavorò per gli Atlanta Thrashers, mentre dal 2011 lavora per i Florida Panthers.

## Palmarès

### Club
- Stanley Cup: 4

Montreal: 1970-71, 1972-73, 1975-76, 1976-77
- Calder Cup: 2

Pittsburgh: 1966-1967
Adirondack: 1980-1981

### Nazionale
- Summit Series: 1

1972
- Canada Cup: 1

1976

### Individuale
- NHL All-Star Game: 2

1971, 1976
- MVP dell'NHL All-Star Game: 1

1976